# بخش هیدمورا
بخش هیدمورا (به سوئدی: Hedemora kommun) یک ناحیه شهری در سوئد است که در شهرستان دالارنا واقع شده‌است.

## خواهرخوانده
شهرهای باوسکا و Nysted خواهرخوانده‌های بخش هیدمورا هستند.